# Transform
Transform è il quarto album in studio del gruppo musicale alternative metal statunitense Powerman 5000, pubblicato nel 2003.

## Tracce
1. Assess the Mess – 0:32
2. Theme to a Fake Revolution – 3:25
3. Free – 3:50
4. Action – 3:38
5. That's Entertainment – 3:17
6. A Is for Apathy – 4:16
7. Transform – 4:04
8. Top of the World – 3:34
9. Song About Nuthin' – 3:56
10. Stereotype – 3:48
11. I Knew It – 3:35
12. Hey, That's Right! – 3:58
13. The Shape of Things to Come – 3:37

## Formazione
- Spider One - voce
- Adrian "ad" Ost - batteria
- Siggy "OO" Siursen - basso
- Mike "M.33" Tempesta - chitarra
- Adam "12" Williams - chitarra